# Randgruppenstrategie
Als Randgruppenstrategie wird eine theoretisch von Herbert Marcuse begründete Praxis der Außerparlamentarischen Opposition bezeichnet, wonach sozial Deklassierte ein besonderes revolutionäres Potential aufweisen, weil sie den Widersprüchen der kapitalistischen Gesellschaft am deutlichsten ausgeliefert seien.
Die Randgruppen wurden kurzzeitig zum revolutionären Ersatzobjekt, nachdem Agitation im Industriebereich völlig fehlgeschlagen war. In Westdeutschland manifestierte sich diese Strategie in der Heimkampagne sowie Projekten in anderen totalen Institutionen, wie Gefängnissen, und der politischen Obdachlosenarbeit. Auch die Randgruppenstrategie war kurzlebig, sie wurde ab 1970 nicht mehr verfolgt.

## Theoretischer Hintergrund und politisches Scheitern
Im Fazit seines 1967 in deutscher Übersetzung erschienenen Buches Der eindimensionale Mensch hatte Herbert Marcuse befunden, dass die Volksmassen längst ihren Frieden mit der Gesellschaft gemacht hätten, nur die „Geächteten und Außenseiter“ seien revolutionär-oppositionell, wenn auch ohne revolutionäres Bewusstsein. Die Ausgebeuteten „anderer Rassen und Farben“, die Arbeitslosen und die Arbeitsunfähigen existierten außerhalb des demokratischen Prozesses. Ihr Leben bedürfe „am unmittelbarsten und realsten der Abschaffung unerträglicher Verhältnisse und Institutionen“.
Diesem Theorieansatz folgten Aktivisten der Außerparlamentarischen Opposition (APO) in Deutschland für einige Zeit, wobei sie sich besonders im Rahmen der Heimkampagne auf die Fürsorgeerziehung konzentrierten, die „geradezu ideale Bedingungen“ bot, „da hier nicht nur sozial Benachteiligte zu finden waren, sondern die Praxis der Fürsorgeerziehung insgesamt als Symbol für die unterdrückte Gesellschaft angesehen wurde“. Jugendliche Heiminsassen wurden aufgefordert, aus den Fürsorgeheimen zu fliehen und in den Wohngemeinschaften der Studenten unterzutauchen. Die Strategie wurde nur kurzfristig verfolgt. Die Studenten hatten nicht realisiert, dass ihre Erfahrungen und ihre Motivationsstruktur grundsätzlich anders waren als die der Randgruppenangehörigen. Während sie selbst aus dem System heraus strebten, in das sie integriert waren, wollten diejenigen, die am Rande standen, in es hinein.
Bereits 1969 beschloss der Sozialistische Deutsche Studentenbund, die Randgruppenprojekte finanziell nicht zu unterstützen, da derartige Aktivitäten mit dem Lumpenproletariat keine revolutionär-erfolgversprechende Strategie seien. Und 1970 wurde auf einem studentischen Kongress in Berlin das Ende der Randgruppenstrategie zugunsten von Stadtteil- und Betriebsarbeit verkündet. Der Kongressbeschluss resultierte einerseits aus der Schwierigkeit, ehemalige Heimjugendliche zu Klassenkämpfern zu machen, und andererseits daraus, dass den APO-Aktivisten die Fürsorgezöglinge zur Last fielen, aufgrund psychischer Schwierigkeiten, der praktischen Versorgung und des Abdriftens in Kriminalität und Drogensucht. Martin Schmidt illustriert am Beispiel der systemkritischen Release-Bewegung: Die aus den Fürsorgeheimen entlaufenen Jugendlichen, die in den Release-Projekten gelandet waren, „hielten den politischen Erwartungen nicht stand und konsumierten im Zweifelsfall eben doch lieber Drogen, als gegen die kapitalistischen Strukturen der Bundesrepublik zu kämpfen“.
Laut Susanne Karstedt bestand der eigentliche Erfolg der studentischen Randgruppenarbeit darin,  Randständigkeit zum Thema allgemeinen Interesses und zu einem zentralen Gegenstand der Forschung zu manchen. Bemessen an der Zahl der Publikationen, Bürgerinitiativen, Forschungsarbeiten und Aussagen von Politikern sei das gelungen. In der kritischen Sozialarbeit wurde an das Konzept angeknüpft, als über „Sozialreform oder Revolution“ diskutiert wurde.
Thomas Trapper bemerkt kritisch, dass das subjektive Wohlbefinden der Betroffenen die Protagonisten der Randgruppenstrategie höchstens am Rande interessiert hatte. Generell wendet er gegen die von Marcuse ausgegebene Strategie ein, „dass gerade demjenigen, der unter beeinträchtigenden und krankmachenden Verhältnissen leidet, der Appell zur Änderung dieser Verhältnisse als nicht realisierbar erscheinen muss“.